# Alessandro di Antiochia
Alessandro di Antiochia, figlio di Menide (in greco antico: Ἀλέξανδρος?, Alèxandros; Antiochia sul Meandro, ... – ...; fl. II secolo a.C.), è stato uno scultore greco antico del periodo ellenistico, attivo intorno al 100 a.C.

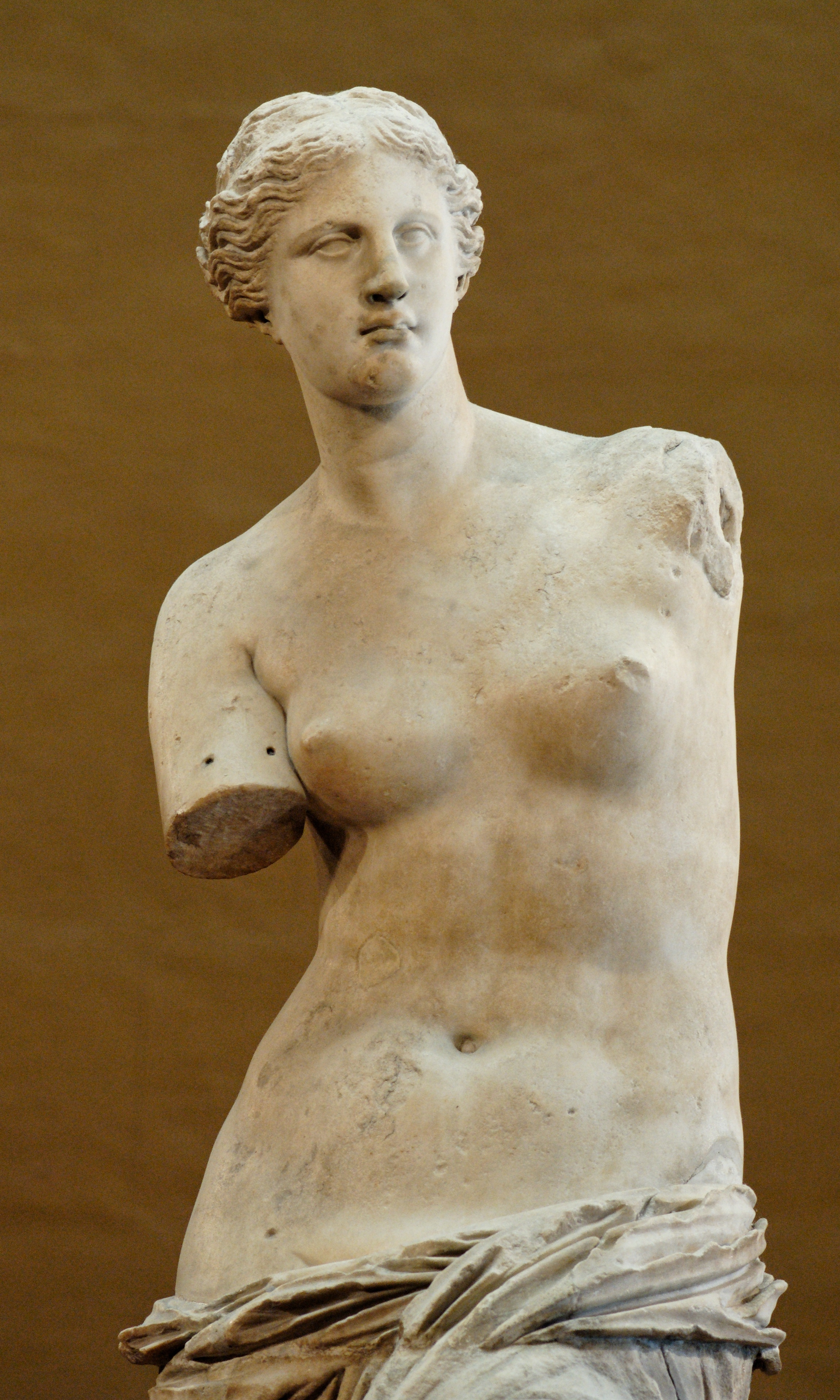
Il busto della Venere di Milo

Attivo nel I secolo a.C., è conosciuto soprattutto per essere l'autore della Venere di Milo, opera greca tra le più famose alta circa 2 metri che ha perso le braccia e il piedistallo originale, rinvenuta nell'isola di Milo nel 1820 e attualmente conservata al Louvre di Parigi.
La sua identità ci è nota tramite le antiche iscrizioni che recano la sua firma, tra le quali il piedistallo rinvenuto insieme alla Venere, che è stato rimosso e perso a causa delle politiche e dell'orgoglio nazionale del Louvre negli anni 1820. L'iscrizione e lo stile della scrittura mettono in dubbio il fatto che la statua sia un originale del maestro scultore Prassitele.
Sembra che Alessandro sia stato un artista viaggiatore, chiamato a lavorare per differenti committenti. Un'iscrizione rinvenuta nell'antica città di Tespie risalente all'80 d.C., lo ricorda come vincitore di una gara di composizione e canto; conosciamo inoltre, sempre grazie alle iscrizioni rinvenute, il nome di suo padre, che si chiamava Menide.